# Cash WinFall
Cash WinFall — лотерея, действовавшая в 2004—2012 годах в штате Массачусетс, США. Лотерея схожа со Спортлото — игроки выбирают 6 чисел и выигрывают сумму, зависящую от количества чисел, совпавших с выигрышной комбинацией. 
Незапланированной особенностью лотереи была возможность в дни, когда случалось перераспределение джекпота, почти наверняка извлечь из лотереи прибыль путём покупки большого числа билетов. Это позволило как минимум трём группам игроков зарабатывать на лотерее на протяжении нескольких лет. При этом лотерея продолжала быть выгодной для властей штата, однако она была закрыта после обнародования информации об их деятельности.

## История
В предшествующих лотереях джекпот неограниченно накапливался, увеличиваясь каждую неделю, однако мог долго никем не выигрываться, что снижало интерес игроков. Осенью 2004 года власти штата Массачусетс запустили взамен теряющей популярность лотереи Mass Millions новую лотерею Cash WinFall с необычными правилами: если джекпот розыгрыша превышал 2 миллиона долларов и никто его не выигрывал в этом розыгрыше, то он перераспределялся между другими категориями по заранее определённому правилу, а на следующую игру джекпот назначался минимум на 500 тысяч долларов.
Организаторы пытались таким образом сделать лотерею более привлекательной для игроков, но перестарались, и в результате лотерея стала «выгодной». А именно, хотя в обычные дни ожидаемая ценность билета была меньше его стоимости, как у обычных лотерей, в дни перераспределения джекпота ожидаемая ценность билета значительно превышала его стоимость. Это не означает, что покупка билета позволяла заведомо выиграть, но означает, что с большой вероятностью покупка значительного числа билетов позволяла выиграть большую сумму, чем стоимость билетов. При этом могло получиться, что джекпот будет выигран кем-то другим, а потому перераспределения не произойдёт, что резко уменьшит ожидаемый выигрыш.
В результате сразу несколько групп игроков занимались скупкой большого количества билетов в дни перераспределения джекпота. В феврале 2005 года этим занялась группа студентов Массачусетского технологического института, называвшая себя Random Strategies (с англ. — «Cлучайные стратегии»), во главе с Джеймсом Харви (англ. James Harvey), который в это время работал над исследованием американских государственных лотерей. Другая группа, Doctor Zhang Lottery Club, была создана Ин Чжаном (англ. Ying Zhang), врачом-исследователем из Бостона, и спустя некоторое время она покупала билеты на сумму 300 тыс. долларов при каждом перераспределении джекпота. С августа 2005 года функционировала группа во главе с Джеральдом Селби (англ. Gerald Selbee), семидесятилетним пенсионером с дипломом бакалавра по математике.
Однако это продолжалось не очень долго: в октябре 2011 года в газете The Boston Globe была опубликована статья «A game of chance became anything but», описывающая особенность устройства лотереи и то, как группы игроков наживались на ней. Летом 2011 года Грегори Салливан (англ. Gregory Sullivan), генеральный инспектор штата Массачусетс, опубликовал подробный отчёт о функционировании лотереи, включая все выигрыши игроков в розыгрыше 7 февраля 2005 года, благодаря чему стали понятны детали происходящего. При этом Салливан отметил, что действия игроков совершенно законны, а также не приносили финансового ущерба кому-либо. Тем не менее, через некоторое время лотерея была закрыта.

## Математическое описание
В лотерее Cash WinFall игрок выбирает 6 чисел от 1 до 46 и выигрывает в зависимости от количества чисел, совпавших с выигрышной комбинацией. Билет стоит 2 доллара, а в обычном розыгрыше выигрыши и их вероятности таковы:
| Совпадение | Шанс         | Выигрыш            |
| ---------- | ------------ | ------------------ |
| 6 из 6     | 1 из 9,3 млн | меняющийся джекпот |
| 5 из 6     | 1 из 39 000  | 4000 долларов      |
| 4 из 6     | 1 из 800     | 150 долларов       |
| 3 из 6     | 1 из 47      | 5 долларов         |
| 2 из 6     | 1 из 6,8     | новый билет        |

Таким образом, в обычный день ожидаемая ценность билета без учёта джекпота составляет
{\displaystyle 4000/39000+150/800+5/47+2/6,8=0,691} доллара,
а в предположении, что джекпот составляет 1 миллион долларов —
{\displaystyle 1000000/9300000+4000/39000+150/800+5/47+2/6,8=0,798} доллара,
что в любом случае очень мало по сравнению со стоимостью билета в 2 доллара.
Однако в день перераспределения джекпота ожидаемая ценность резко вырастает. В качестве примера рассмотрим 7 февраля 2005 года — день, описанный Грегори Салливаном в его отчёте. Джекпот к этому дню вырос почти до 3 миллионов долларов, не был никем выигран, а потому был перераспределён в другие категории, от 3 до 6 совпадений из 6. В игре были 470 тысяч лотерейных билетов, в результате чего получилось так:
| Совпадение | Шанс        | Ожидаемое число победителей | Сумма из джекпота | Выигрыш        |
| ---------- | ----------- | --------------------------- | ----------------- | -------------- |
| 5 из 6     | 1 из 39 000 | 12                          | 600000 долларов   | 50000 долларов |
| 4 из 6     | 1 из 800    | 587                         | 1400000 долларов  | 2385 долларов  |
| 3 из 6     | 1 из 47     | 10000                       | 600000 долларов   | 60 долларов    |

В результате ожидаемая ценность билета составила
{\displaystyle 50000/39000+2385/800+60/47=5,540} долларов,
что даёт значительную ожидаемую прибыль — 1,77 доллара на каждый вложенный доллар. Однако для этого важно, чтобы число билетов в день перераспределения было не слишком велико, иначе ожидаемая ценность значительно упадёт.
И действительно, наплыв крупных игроков только увеличил выигрышность игры для штата. Пусть джекпот в день перераспределения составляет 2 миллиона долларов — сравним розыгрыши, в которых игроки купили 1,5 миллиона и 3,5 миллиона билетов. В первом случае в казну штата уходит 40 % от 3 миллионов долларов, а остальные 1,8 миллиона долларов вносятся в выигрышный фонд. В результате в этом кону штат получает 3 миллиона долларов, а выплачивает игрокам 3,8 миллиона долларов. Во втором случае штат получает 7 миллионов долларов, в выигрышный фонд идёт 4,2 миллиона долларов, а игроки выигрывают 6,2 миллиона долларов — меньше, чем получает штат.
Кроме того, нужно учитывать, что могло случиться, что кто-то из игроков выиграет джекпот, а потому ожидаемая прибыль остальных упадёт до значений обычного розыгрыша, но шанс этого очень мал (1 из 9,3 миллиона для отдельного игрока), а количество игроков в типичном розыгрыше не достаточно велико (например, 470 тысяч игроков 7 февраля 2005 года), а потому такое происходило очень редко, за всю историю Cash WinFall всего 1 раз — при том что было 45 перераспределений джекпота.

## В культуре
- Фильм «Джерри и Мардж играют по-крупному[англ.]» (2022)